# María Muñiz de Urquiza
Maria Muñiz de Urquiza (ur. 5 sierpnia 1962 w Gijón) – hiszpańska polityk, posłanka do Parlamentu Europejskiego VII kadencji.

## Życiorys
Z wykształcenia jest doktorem nauk politycznych i socjologii Uniwersytetu Complutense w Madrycie. Pracę doktorską pisała z tematyki współpracy rozwojowej Hiszpanii postfrankistowskiej z Ameryką Łacińską. Kształciła się z dziedziny europeistyki w Szkole Dyplomatycznej w Madrycie. Od 1989 do 1994 pracowała jako wykładowczyni prawa międzynarodowego publicznego na Uniwersytecie Karola III w Madrycie.
Od 1995 do 2004 pełniła funkcję doradczyni ds. politycznych w delegacji Hiszpańskiej Socjalistycznej Partii Robotniczej (PSOE) do Parlamentu Europejskiego, później pracowała w sekretariacie Grupy Socjalistycznej w Strasburgu (do 2009), gdzie zajmowała się polityką zagraniczną, w szczególności krajami kandydującymi do UE. Była również odpowiedzialna za stosunki z Ameryką Środkową oraz monitoring tzw. skrajnej prawicy.
W wyborach w 2009 uzyskała mandat posłanki do Parlamentu Europejskiego, który sprawowała do 2024.